# Shinchi Kakushin
Shinchi Kakushin (jap. 心地覺心; ur. 1207 w dystrykcie Nagano, zm. 1298 prawdopodobnie w Kōkoku-ji) – japoński mistrz zen szkoły rinzai, znany także jako Muhon Kakushin.

## Życiorys
Urodził się w wiosce Shinshu, która obecnie jest dystryktem Nagano, w rodzinie Tsunezumi. Jako dziecko uczęszczał do szkoły związanej z lokalną świątynią shintō. W wieku 14 lat udał się klasztoru, a wieku 19 lat wziął udział w ceremonii postrzyżyn. Otrzymał imię Kakushin (Oświecony Umysł). Jednak mnichem został dopiero w wieku 28 lat w klasztorze Tōdai w Narze.
Zaczął wtedy studiować nauki tantryczne i rytuały w klasztorach szkoły shingon (眞言) na górze Kōya (高野).
W 1235 roku spotkał mistrza zen Taiko Gyōyū (退耕行勇, 1163–1241), jednego ze spadkobierców Eisaia. W 1239 roku towarzyszył mu w przenosinach do Kamakury, gdzie Gyōyū miał poprowadzić klasztor. Studiował u niego od 1239 do 1241 w Kongo-zanmai-in (金剛三昧院) na górze Kōya i w Jufuku-ji (壽福寺) w Kamakurze. Po jego śmierci w 1241 roku Kakushin rozpoczął praktykę i przyjął wskazania bodhisattwy u Dōgena. Następnie studiował także u innych mistrzów zen.
W czasie tych praktyk postanowił się udać do Chin, do których przybył w 1249 roku. Jak wielu innych pielgrzymów japońskich pragnął zostać uczniem mistrza chan Wuzhuna Shifana (1177–1249), jednak okazało się mistrz właśnie zmarł. Rozczarowany Kakushin udał się na wędrówkę po najważniejszych ośrodkach buddyzmu w Chinach. Studiował chan m.in. u mistrza Chijue Daochonga, ucznia mistrza Caoyuana Daoshenga na górze Jing i u mistrza Jingsou Ruque, ucznia Chituna Zhiyinga na górze Daochang. Japoński mnich Genshin (源信) poradził mu udać się do najsłynniejszego wtedy mistrza chan Wumena Huikaia (1183–1260). Od pierwszego ich spotkania relacje pomiędzy nimi stały się niespotykanie bliskie. Już na pierwszym ich spotkaniu mistrz spytał: "Nie ma bramy do mojego klasztoru. Którędy wszedłeś?" Kakushin odparł: "Wszedłem przez nie-bramę". "A jak się nazywasz?" "Nazywam się Oświecony Umysł (jap. Kakushin)". Wumen był tak zadowolony, że skomponował wiersz:
| Umysł, właśnie to jest Buddą. Budda, właśnie to jest Umysłem. Umysł i Budda, tak, tak, W przeszłości i teraz. |

Pod kierunkiem Wumena Kakushin został wprowadzony do praktyki koanowej. Była tak efektywna, że w ciągu pół roku osiągnął oświecenie i otrzymał przekaz Dharmy. Gdy w 1254 roku powracał do Japonii, mistrz ofiarował mu manuskrypt Wumenguan (無門關).
Po powrocie do Japonii Kakushin wybudował mały klasztor Saihō (西方寺) w górzystej okolicy Yury w dystrykcie Wakayama, w którym przebywał przez około czterdzieści lat. Często odwiedzał Kamakurę, gdzie prowadził wykłady propagujące zen. Między innymi dotyczyły one pierwszego kōanu z Mumonkan (chiń. Wumenguan), czyli słynnego "mu" (chiń. "wu"). Wygłaszał także wykłady dla cesarzy, którzy abdykowali - Kameyamy (亀山, pan. 1260-1274) i Go-Fukakusy (後深草, pan. 1246-1260) - oraz panującego cesarza Go-Udy (後宇多, pan. 1274-1287). Miał propozycje zostania opatem przyszłego słynnego klasztoru Nanzen, ale odmówił i powrócił do Saihō-ji.
Cesarz Kameyama obdarzył go tytułem Hottō Zenji (法燈禪師, Mistrz zen Światła Dharmy), a cesarz Go-Daigo (後醍醐, pan. 1318-1339) nadał mu tytuł Emmyō (圓明, Doskonałe Światło).
Mistrz zmarł w 1298 roku.

## Linia przekazu Dharmy zen
Pierwsza liczba oznacza liczbę pokoleń od Pierwszego Patriarchy chan w Indiach Mahakaśjapy.
Druga liczba oznacza liczbę pokoleń od Pierwszego Patriarchy chan w Chinach Bodhidharmy.
Trzecia liczba oznacza początek nowej linii przekazu w innym kraju.
- 45/18 Yangqi Fanghui (992–1049) odgałęzienie yangqi
  - 46/19 Baiyun Shouduan (1025–1072)
    - 47/20 Wuzu Fayan (1024–1104)
      - 48/21 Kaifu Daoning (1053–1113)
        - 49/22 Yue’an Shanguo (1079–1152)
          - 50/23 Laona Zuzheng (Dahong Zuzheng) (bd)
            - 51/24 Yuelin Shiguan (1143–1217)
              - 52/25 Wumen Huikai (1183–1260)
                - 53/26 Zhangsan (bd)
                - 53/26/1 Shinchi Kakushin (1207–1298) Japonia linia przekazu hottō
                  - 54/27/2 Kohō Kakumyō (1271–1361)
                    - 55/28/3 Jiun Myōi (1273–1345)
                    - 55/28/3 Tokushō Bassui (1327–1387)
                      - 56/29/4 Shun’ō Reizan (1344–1408)